# Parque nacional de Phawngpui Blue Mountain
El Parque Nacional de Phawngpui Blue Mountain está localizado en el estado de Mizoram, en el sureste de la India, cerca de Birmania.

## Fauna
La pantera nebulosa tiene su hogar en este parque.
Entre las aves se encuentran especies como trogopán carmesí, faisán de la sra. hume, vencejo de espalda oscura, tordo jocoso estriado, tordo jocoso de capa castaña, sibia gris, yujina de nuca blanca.

## Enlaces de interés
Aves protegidas en el parque
- Datos: Q3334379